# Janice Monk
Janice Monk   (Sydney, 13 de març de 1937 - Tucson, 12 de juliol de 2024) va ser és una geògrafa estatunidenca, figura cabdal en el desenvolupament de la geografia del gènere als Estats Units d'Amèrica.

## Biografia
Janice Monk va néixer a Syndey i es va llicenciar en Geografia a la Universitat de Sydney (1957). Va anar als Estats Units a fer el postgrau i doctorat, a la Universitat d'Illinois (1972). La seva tesi doctoral investigava l'ecologia social de sis comunitats rurals parcialment aborígens de Nova Gal·les del Sud, amb el títol Socio-Economic Characteristics of Six Aboriginal Communities in Australia: A Comparative Ecological Study. La metodologia utilitzada era bàsicament qualitativa i etnogràfica en un moment en què la recerca era molt quantitativa i molt poc interessada en els estudis ètnics, per això que pot considerar-se-la pionera en la introducció de l'enfocament cultural en geografia, el cultural turn, important en la geografia internacional a partir de les dècades dels vuitanta i noranta fins a l'actualitat.
La doctora Monk va ser professora a la Universitat d'Illinois fins al 1981, any en què va traslladar-se a la Universitat d'Arizona, a Tucson, on ha estat directora executiva durant vint-i-cinc anys del Southwest Institute for Reseach on Women (SIROW). També va ser Presidenta de l'Association of American Geographers (AAG).
El 16 d'octubre de 2013, a proposta de la Facultat de Filosofia i Lletres, va ser investida doctora honoris causa per la UAB en reconeixement de la seva decisiva contribució al desenvolupament de la geografia del gènere i la geografia social i cultural a escala internacional i de la seva valuosa col·laboració amb la Universitat Autònoma de Barcelona.

## Contribucions
Janice Monk ha realitzat importants contribucions a la geografia social i cultural, amb un enfocament particular en dones i grups minoritaris als Estats Units i Mèxic, i els seus mitjans de subsistència i salut. La seva tasca al SIROW va aconseguir diverses subvencions de recerca per al suport regional i transfronterer a grups de dones i comunitats minoritàries. El projecte The Desert Is No Lady va posar en relleu la història no escrita de les dones pioneres a l'oest americà i es va consolidar en un llibre premiat i en una pel·lícula.
Les seves contribucions a la disciplina de la geografia han inclòs més de 100 articles en revistes acadèmiques sobre el desenvolupament i la història de la geografia feminista, on es considera pionera. El seu article del 1982 amb Susan Hanson va ser un argument per reconèixer les contribucions substancials de la dona en una disciplina dominada pels homes, i ha estat citat 250 vegades (febrer de 2018).
Anualment s'atorga el Jan Monk Service Award, per part del Geographic Perspectives on Women group, de l'Association of American Geographers, a més hi ha la Janice Monk Lecture in Feminist Geography, que es publica a la revista Gender, Place and Culture.

## Publicacions
- Practicing Geography: Careers for Enhancing Society and Environment. Michael Solem, Kenneth Foote i Janice Monk (ed). Boston: Pearson, 2013
- Aspiring Academics. Michael Solem, Kenneth Foote i Janice Monk (ed). Upper Sadddle River, NJ: Prentice Hall, 2009
- Presidential Musings from the Meridian: Reflections on the Nature of Geography. M.Duane Nellis, Janice Monk i Susan L. Cutter (ed). University of West Virginia Press, 2004
- Compartiendo historias de fronteras: cuerpos, géneros, generaciones y salud. Catalina Denman, Janice Monk i Norma Ojeda de la Peña (ed). Hermosillo: El Colegio de Sonora, 2004
- Encompassing Gender: Integrating International Studies and Women's Studies. Mary Lay, Janice Monk i Deborah Rosenfelt (ed). New York: The Feminist Press, 2002
- The Twenty-first Century Workforce: Opportunity and Promise for Women. Barbara Becker i Janice Monk (ed). Phoenix: Soroptimists International, 1997
- Women of the European Union: The Politics of Work and Daily Life. Maria Dolors García-Ramon i Janice Monk (ed). Londres i Nova York: Routledge, 1996
- Full Circles: Geographies of Women over the Life Course. Cindi Katz i Janice Monk (ed). Londres i Nova York: Routledge, 1993
- Teaching Geography in Higher Education. Alan Jenkins, John R. Gold, Roger Lee, Janice Monk, Judith Riley, Ifan Shepherd i David Unwin. Oxford: Basil Blackwell, 1991
- Western Women: Their Land, Their Lives. Lillian Schlissel, Vicki Ruiz i Janice Monk, (ed). Albuquerque: University of New Mexico Press, 1988
- The Desert Is No Lady: Southwestern Landscapes in Women's Writing and Art. Vera Norwood iJanice Monk, (ed). New Haven: Yale University Press, 1987
- Women and the Arizona Economy. Janice Monk i Alice Schlegel (ed). Phoenix: Arizona Women's Town Hall/Tucson: Southwest Institute for Research on Women, 1986